# Spółka rodzinna
Spółka rodzinna – polski serial telewizyjny w reżyserii Jerzego Sztwiertni i Janusza Dymka, emitowany przez TVP w latach 1994–1995.

## Fabuła
Serial opowiada o rodzinie Derków – Alicji (Joanna Żółkowska) i Romana (Wojciech Wysocki) oraz ich dzieci – Marty (Anna Powierza) i Bartosza (Marcin Klepacki), którzy mieszkają w starym, walącym się domu.

## Obsada
- Joanna Żółkowska − jako Alicja Derko
- Wojciech Wysocki − jako Roman Derko
- Anna Powierza − jako Marta, córka Derków
- Marcin Klepacki − jako Bartosz, syn Derków
- Andrzej Szczepkowski − jako Kajetan Sławski
- Małgorzata Lorentowicz − jako Apolonia Sławska
- Renata Kossobudzka − jako ciotka Gloria
- Witold Dębicki − jako Kazimierz Kublik
- Aleksandra Kisielewska − jako pani prokurator

W pozostałych rolach
- Andrzej Brzeski − jako rozwodnik, klient Derki
- Andrzej Grąziewicz − jako Rosjanin wynajmujący budynek instytutu
- Paweł Kleszcz − jako funkcjonariusz straży miejskiej
- Karol Stępkowski − jako oskarżony (odc. 16)
- Krzysztof Stroiński − jako agent UOP
- Mirosław Zbrojewicz − jako oskarżony (odc. 8)
- Ewa Ziętek − jako Halina, znajoma Stawskiej z sanatorium